# Piastowo (województwo podkarpackie)
Piastowo – wieś w Polsce położona w województwie podkarpackim, w powiecie lubaczowskim, w gminie Lubaczów.
W latach 1975–1998 miejscowość położona była w województwie przemyskim.
Wierni Kościoła rzymskokatolickiego należą do parafii św. Andrzeja Boboli w Baszni Dolnej.